# Na wskroś nowoczesna Millie
Na wskroś nowoczesna Millie (ang. Thoroughly Modern Millie) – amerykański musical filmowy z 1967 roku w reżyserii George’a Roya Hilla. Akcja filmu osadzona jest w 1922 roku. Główną rolę zagrała Julie Andrews.